# Wołodymyr Łukaszenko
Wołodymyr Wołodymyrowycz Łukaszenko (ukr. Володимир Володимирович Лукашенко, ur. 17 lutego 1980 w Kijowie) – ukraiński szablista, trzykrotny medalista mistrzostw świata.
W 2000 roku zdobył brązowy medal drużynowo na mistrzostwach świata juniorów w South Bend.
Podczas mistrzostw świata w Hawanie w 2003 roku wywalczył indywidualnie złoty medal, pokonując w finale Rumuna Mihaia Covaliu. Był to pierwszy w historii złoty medal dla Ukrainy w tej konkurencji. W rywalizacji drużynowej Ukraińcy w składzie: Dmytro Bojko, Wołodymyr Łukaszenko, Ołeh Szturbabin i Władysław Tretiak zdobyli brązowy medal. Ponadto w zawodach drużynowych zdobył również srebrny medal mistrzostwach świata w Turynie w 2006 roku.
Wystartował na igrzyskach olimpijskich w Sydney w 2000 roku, gdzie drużynowo był szósty, a indywidualnie zajął 29. miejsce. Brał też udział w igrzyskach olimpijskich w Atenach w 2004 roku, zajmując piąte miejsce indywidualnie i szóste drużynowo.
Zdobył brąz drużynowo na mistrzostwach Europy w Funchal w 2000 roku. Następnie był trzeci indywidualnie na mistrzostwach Europy w Moskwie w 2002. Kolejny brązowy medal zdobył na mistrzostwach Europy w Kopenhadze w 2004 roku, zajmując trzecie miejsce w turnieju drużynowym. Ponadto zdobył srebro w rywalizacji indywidualnej na mistrzostwach Europy w Izmirze w 2006 roku.